# 446P/McNaught
446P/McNaught, in precedenza P/2012 O3 (McNaught) è una cometa periodica appartenente alla famiglia delle comete gioviane. La cometa è stata scoperta il 23 luglio 2012 dall'astronomo australiano Robert H. McNaught, la sua riscoperta il 10 aprile 2022 ha permesso di numerarla .